# Житлова одиниця
Марсельська житлова одиниця (фр. Unité d'Habitation) — сімнадцятиповерховий житловий комплекс з 337 квартир 23 типів у Марселі, розташований на бульварі Мішле. Будувався у 1945—1952. Будівля піднята на потужних опорах.

## Типи квартир
У будівлі всього 23 типи квартир: для холостяків, мало- та багатосімейних тощо.

## Влаштування поверхів та коридорів
У будинку розташовано п'ять коридорів — «внутрішніх вулиць». Середня «вулиця» — торгівельна, пов'язує квартири із установами торгівлі та обслуговування. Самі квартири розташовуються на два рівні в коридорі.

## Вплив
Проект був експериментом Ле Корбюзьє із серією ідей у галузях стандартизації та методів будівництва.
У серці проекту знаходиться концепція: вільна постановка у просторі багатоповерхових будівель.
Проект став досвідом організації способу життя засобами архітектури. Архітектура задавала співвідношення індивідуального та колективного.
Марсельський будинок став прототипом для «житлових одиниць» Ле Корбюзьє в Нант-Резі, Берліні (англ.), Бріє-ан-Форе (фр.) та Фірміні (фр.).
Проект вплинув на безліч будівель по всьому світу.
Російський академік архітектури І. Г. Лежава, який неодноразово відвідав житлову одиницю, сформував її архітектурний аналіз у статті про творчість Ле Корбюзьє. Фрагмент:
|  | Это не просто дом. Пространственных впечатлений может хватить на целый город. Часами я не мог покинуть здание, телесно ощущая скульптуры его пространств. Это был удивительный учебник «реальной» архитектуры. |